# وننسینکولم
وننسینکولم (به لاتین: Vannansinnakkulam) یک منطقهٔ مسکونی در سری‌لانکا است که در استان شمالی (سری‌لانکا) واقع شده‌است.